# Schandmaul
Schandmaul — німецький фолк-рок/метал-гурт, заснована в 1998 році в Мюнхені. Гурт використовує  типові для рок-музики інструменти волинку та лютні. Назва Schandmaul перекладається як «злий язик» і пов'язана з талісманом гурту — блазнем, що скалиться.

## Дискографія
- 1999 — Wahre Helden
- 2000 — Von Spitzbuben und anderen Halunken
- 2002 — Narrenkönig
- 2003 — Hexenkessel (концертний альбом і DVD)
- 2004 — Wie Pech und Schwefel
- 2005 — Bin Unterwegs (сингл, червень)
- 2005 — Kunststück (концертний альбом і DVD, липень)
- 2006 — Kein Weg zu weit (сингл, 24 лютого)
- 2006 — Mit Leib und Seele (31 березня)
- 2008 — Anderswelt
- 2009 — Sinnfonie (ювілейний концертний DVD, 24 квітня)
- 2011 — Traumtänzer
- 2014 — Unendlich
- 2014 — Schandmäulchens Abenteuer (дитяча аудіокнига з піснями)
- 2016 — Leuchtfeuer

## Учасники
- Томас Лінднер: вокал, акустична гітара, акордеон
- Біргіт Муггенталер: флейта, гобой, волинка, вокал
- Мартін «Даки» Дукштайн: електрогітара, акустична гітара, класична гітара, вокал
- Штефан Бруннер: ударні, перкусія, вокал
- Маттіас Ріхтер: бас-гітара, upright bass (з 2003)

### Колишні учасники
- Хубсі Відманн: бас-гітара, мандоліна, лютня, вокал
- Анна Катаріна Кренцляйн: скрипка, колісна ліра, вокал (у складі гурту з заснування до 26.08.2017)